# Dragutin Fleš
Dragutin Fleš, hrvaški kemik, pedagog in akademik, * 1. avgust 1921, Vukovar, † 2005.
Dragutin Fleš je bil predavatelj na Naravoslovno-matematični fakulteti v Zagrebu in član Hrvaške akademije znanosti in umetnosti, bivše Jugoslovanske akademije znanosti in umetnosti in Akademije za medicinske znanosti Hrvaške.